# Australoconops aptatus
Australoconops aptatus är en tvåvingeart som först beskrevs av Walker 1849.  Australoconops aptatus ingår i släktet Australoconops och familjen stekelflugor. Inga underarter finns listade i Catalogue of Life.